# Асри
Асри, или Эль-Асри (мальт. Għasri) — деревня на западе мальтийского острова Гоцо с населением 417 человек (ноябрь 2005). Асри самый малонаселённый пункт на Гоцо.
Асри находится между холмами Зеббудж и Аммар. Её название очевидно арабского происхождения и связано с производством оливкового масла в данной области. На холме Гурдан, близ деревне, находится одноимённый маяк, сооружённый в 1853 году. Его высота составляет 180 метров на уровнем моря, а радиус действия достигает 50 километров. Холм, на котором расположен маяк, является довольно высоким и с него открывается отличный вид на весь остров.
Одна из деревенских дорог ведёт в долину Виэд-иль-Асри, на протяжении которой находятся много типичный деревенских домов, а также примечательная часовня Девы Марии. Долина выходит к морю и заканчивается высокими скалами и небольшой бухтой. Это место очень популярно среди пловцов и ныряльщиков.
Строительство деревенской приходской церкви было начато в 1903 году, а её открытие и освящение состоялось в праздник Тела и Крови Христовых 9 января 1916 года. Церковь посвящена Христу Спасителю.